# Phaonia marakandensis
Phaonia marakandensis är en tvåvingeart som beskrevs av Willi Hennig 1963. Phaonia marakandensis ingår i släktet Phaonia och familjen husflugor. Inga underarter finns listade i Catalogue of Life.